# Messimy-sur-Saône
Messimy-sur-Saône es una comuna francesa del departamento de Ain, en la región de Auvernia-Ródano-Alpes.

## Demografía
| 352 | 346 | 401 | 619 | 827 | 931 | 1 028 | 1 218 |
| Para los censos de 1962 a 1999 la población legal corresponde a la población sin duplicidades (Fuente: INSEE [Consultar]) |     |     |     |     |     |       |       |